# Sestry Steinovy

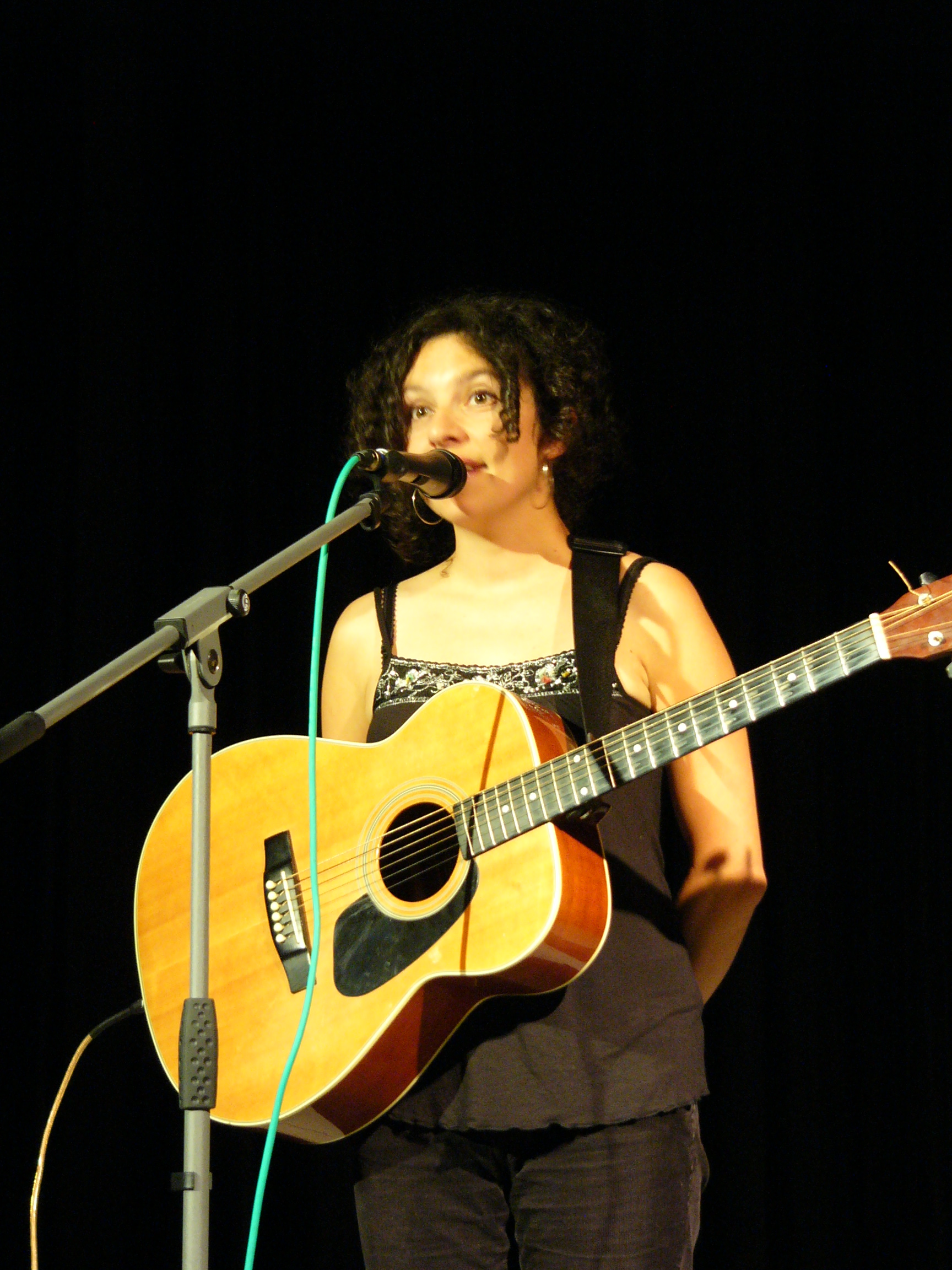
Karolína Kamberská

Pod pseudonymem Sestry Steinovy vystupovalo folkové duo zpívajících pokrevních sester Steinhauserových ze severočeského Děčína. Ony samy sebe rády označovaly ironickým úslovím „maminkovský folk“,[zdroj?] což je ale (sebe)označení poněkud zavádějící. Jedná se o velmi výraznou a značně osobitou odrůdu moderního městského folku, která fakticky hraničí až se zpívanou poezií všedního dne. Ve smyslu dnešního folkového dua spolu hrají od roku 2000. Kromě České republiky koncertovaly i v zahraničí, mimo jiné i v Kostarice.
V současnosti spolu dvojice nekoncertuje (poslední společné vystoupení odehrály v létě 2009) a Karolína Kamberská vystupuje sólově a v říjnu 2010 vydala nové album Hořkosladce. I ta sólová vystoupení jsou však v současnosti omezená, protože Kamberská má od října 2009 syna Matouše.

## Složení folkového dua
- Lucie Steinhauserová – zpěv a kytara
- Karolína Kamberská, rozená Steinhauserová – zpěv, kytara, hudba a texty

## Diskografie

### CD
- Lilie polní, Indies Records 2001
- Můj tanec, Indies Records 2004
- Jen děcko se bojí, Indies Records 2006
- Měsíček svítí, 2008, Indies Records – dětské album

### Spoluúčasti
- Nazpívaly také jednu píseň na albu Jana Buriana Dívčí válka (2006).
- Havěť všelijaká, píseň : A je nám dobře – Indies 2007

## Ocenění
- Čtvrté místo v soutěži o nejlepší evropskou desku roku německého internetového magazínu www.folkworld.de pro Můj tanec
- Nominace na žánrového Anděla 2006 pro Jen děcko se bojí